# Kevin Magnussen
Pour les articles homonymes, voir Magnussen.
Kevin Magnussen, né le 5 octobre 1992 à Roskilde (Danemark), est un pilote automobile danois, fils du pilote Jan Magnussen. Il fait ses débuts en Formule 1 en 2014 au sein de l'écurie McLaren-Mercedes, avant de courir pour Renault F1 Team en 2016 puis pour Haas F1 Team depuis 2017. Le championnat 2024 est son dernier avec Haas, son contrat n'étant pas renouvelé pour la saison suivante.
Il se réoriente vers l'endurance en 2021 et est choisi par Peugeot pour piloter l'Hypercar 9X8 en WEC et aux 24 Heures du Mans à partir de 2022.
Le 9 mars 2022, une année après avoir quitté la Formule 1, Kevin Magnussen réintègre Haas F1 Team où il remplace Nikita Mazepin ; il obtient la première pole position de sa carrière à l'occasion du Grand Prix de São Paulo.

## Biographie

### Débuts en sports mécaniques
Champion ICA-J NEZ de karting en 2006, Kevin Magnussen commence en sport automobile en 2008 via la Formule Ford dont il remporte le titre national. Passé en Formule Renault, il termine vice-champion de la NEC 2009, derrière António Félix da Costa.
L'année suivante, il termine sur le podium du Championnat d'Allemagne de Formule 3 et intègre le programme pour les jeunes pilotes de McLaren Racing. En 2011, avec Carlin Motorsport, Magnussen se classe vice-champion du Championnat de Grande-Bretagne de Formule 3 derrière Felipe Nasr.
En 2012, toujours chez Carlin Motorsport, il remporte une victoire en Formule Renault 3.5 et, en tant que membre du McLaren's Young Driver Program, effectue des essais chez McLaren Racing au soir du Grand Prix automobile d'Abou Dabi 2012.
En 2013, il s'engage avec l'équipe DAMS en Formule Renault 3.5 et devient champion de la série avec quatre victoires.

### 2014: débuts en Formule 1 avec McLaren

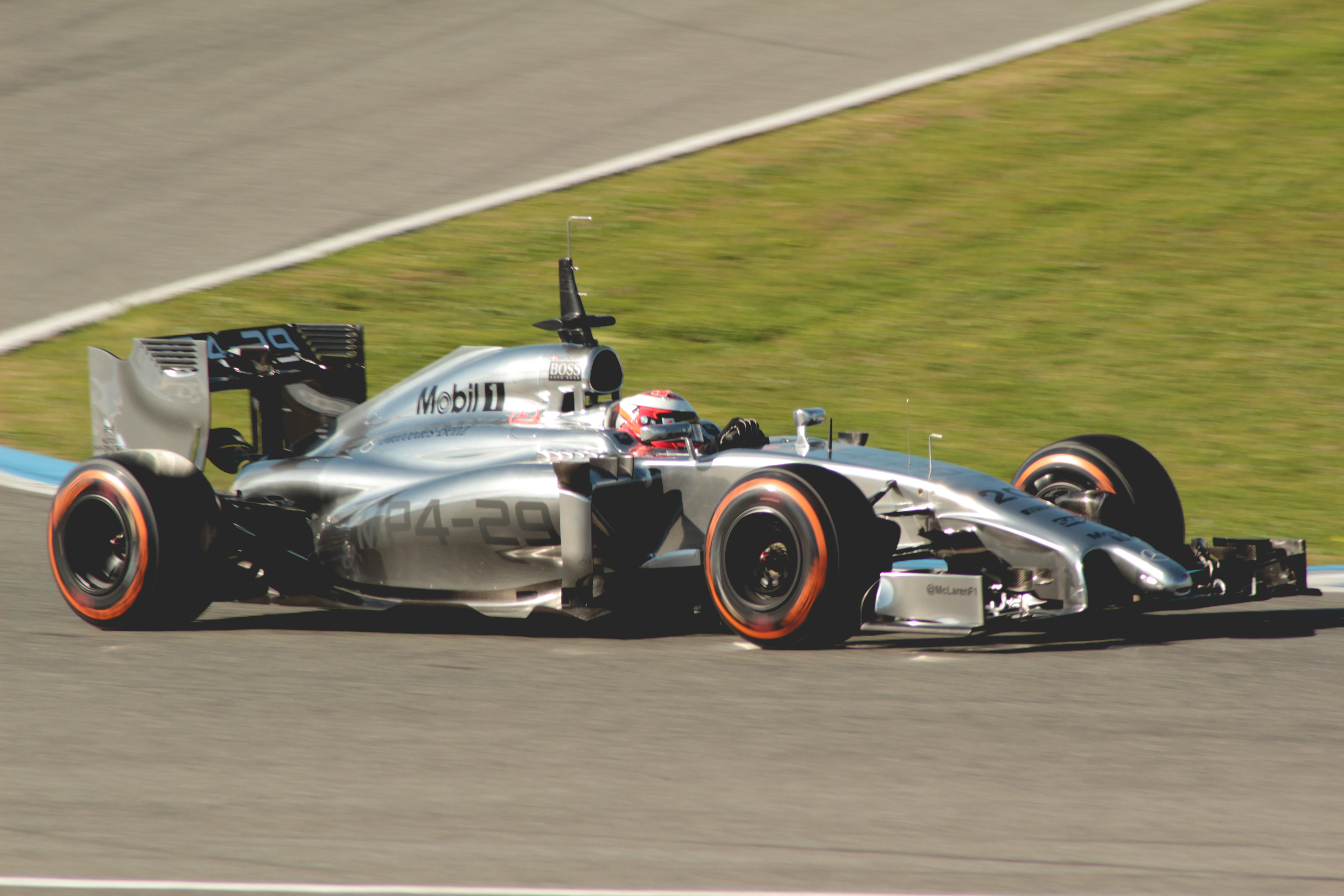
Kevin Magnussen au volant de la McLaren MP4-29 lors des essais de pré-saison 2014, sur le circuit de Jerez.

Le 14 novembre 2013, McLaren Racing annonce sa titularisation pour la saison 2014 à la place du pilote mexicain Sergio Pérez. Le 16 mars 2014, pour sa première course en Formule 1, au Grand Prix d'Australie, Magnussen monte sur le podium en se classant deuxième, juste devant son coéquipier Jenson Button. En Malaisie, qualifié en huitième position, il termine neuvième et pointe à la cinquième place du championnat, à trois points de son coéquipier.
Il abandonne à Bahreïn sur problème d'embrayage et termine hors des points en Chine et en Espagne. Lors du Grand Prix de Monaco, il renoue avec les points en terminant dixième. Au Canada, parti en douzième position, il se classe huitième malgré la sortie de la voiture de sécurité peu avant la fin de la course.
En Autriche et en Grande-Bretagne, Magnussen termine septième. Lors du Grand Prix d'Allemagne, il ne peut pas profiter de sa quatrième place qualificative puisque, dans le premier virage, Massa se rabat sur lui et part en tonneau, provoquant la sortie de la voiture de sécurité ; Magnussen termine finalement neuvième. En Hongrie, parti des stands avec Hamilton, Magnussen ne peut faire mieux que douzième. En Belgique, à cinq tours du but, il lutte pour la cinquième place contre Fernando Alonso, Sebastian Vettel et Button ; s'il double audacieusement Alonso et Button, il est pénalisé de vingt secondes par les commissaires sportifs à l'issue de la course pour avoir poussé Alonso hors de la piste et termine hors des points. Au Grand Prix d'Italie, après un départ qui le voit pointer à la seconde place derrière Nico Rosberg, Magnussen est dépassé par Massa et Hamilton. Il est ensuite sanctionné d'un stop-and-go de cinq secondes qui le repousse une nouvelle fois hors des points alors qu'il était septième sous le drapeau à damier.
À Singapour, il renoue avec les points en terminant dixième. Au Japon, après l'arrêt de la course à la suite de l'accident de Jules Bianchi, il se classe quatorzième. Au Grand Prix de Russie, après une lutte âpre contre Jean-Éric Vergne, Kevin Magnussen termine cinquième. Il se classe à nouveau dans les points aux États-Unis (huitième) et au Brésil (neuvième). À Abou Dabi, ultime course de la saison où les points sont doublés, Magnussen percute Adrian Sutil et termine hors des points. Il se classe à la onzième place du championnat avec 55 points.

### 2015: troisième pilote chez McLaren
Le 11 décembre 2014, McLaren-Honda annonce que Fernando Alonso remplace, aux côtés de Button, Kevin Magnussen qui devient pilote de réserve et d'essai pour la saison. Ne voulant pas rester sans volant durant la saison 2015, il envisage de se tourner vers l'IndyCar Series chez Andretti Autosport. Toutefois, il est contraint d'abandonner son projet car il est rappelé par McLaren Racing en février après l'accident d'Alonso durant les essais de pré-saison,. Il participe aux tests de Barcelone et assure l'intérim à Melbourne où, dix-septième sur la grille de départ, il ne prend pas part à la course à cause d'un problème moteur.
Après une année en tant que troisième pilote, Magnussen assure que s'il ne retrouve pas un baquet en Formule 1 pour 2016, il quittera la discipline pour devenir titulaire en WEC ou en IndyCar. En octobre 2015, en absence de perspectives pour son avenir, il quitte McLaren-Honda. En novembre 2015, Magnussen participe à un test à Barcelone avec la LMP1 919 de Porsche où il est le plus rapide des participants.

### 2016: une saison difficile chez Renault F1 Team

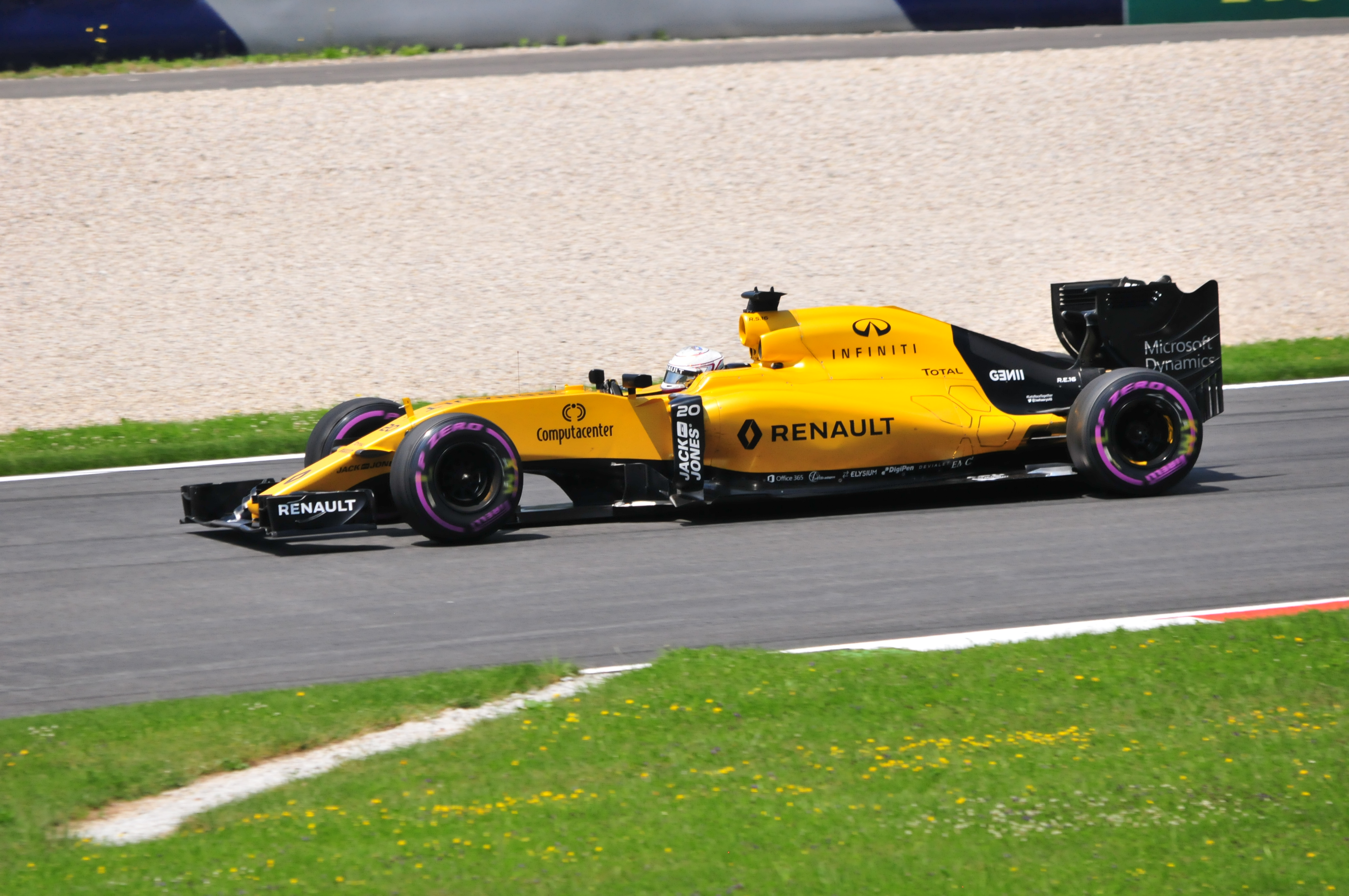
Kevin Magnussen au volant de la Renault R.S.16 au Grand Prix d'Autriche 2016.

Magnussen est officialisé  chez Renault F1 Team où il remplace Pastor Maldonado dont le contrat a été rompu plus tôt dans la semaine faute d'apport de budget. Après trois courses compliquées, il inscrit ses premiers points pour l'écurie au Grand Prix de Russie qu'il termine à la septième place et lui permet d'être élu pilote du jour. Il sort indemne d'un violent accident lors du Grand Prix de Belgique où il part en tête-à-queue à la sortie du Raidillon de l'Eau Rouge et provoque l'interruption de la course sur drapeau rouge. À Singapour, grâce à un bon choix de pneus, il inscrit le point de la dixième place. Il se classe seizième du championnat avec sept points tandis que son équipier Jolyon Palmer finit dix-huitième avec une seule unité.

### 2017-2020: nouveau défi avec Haas

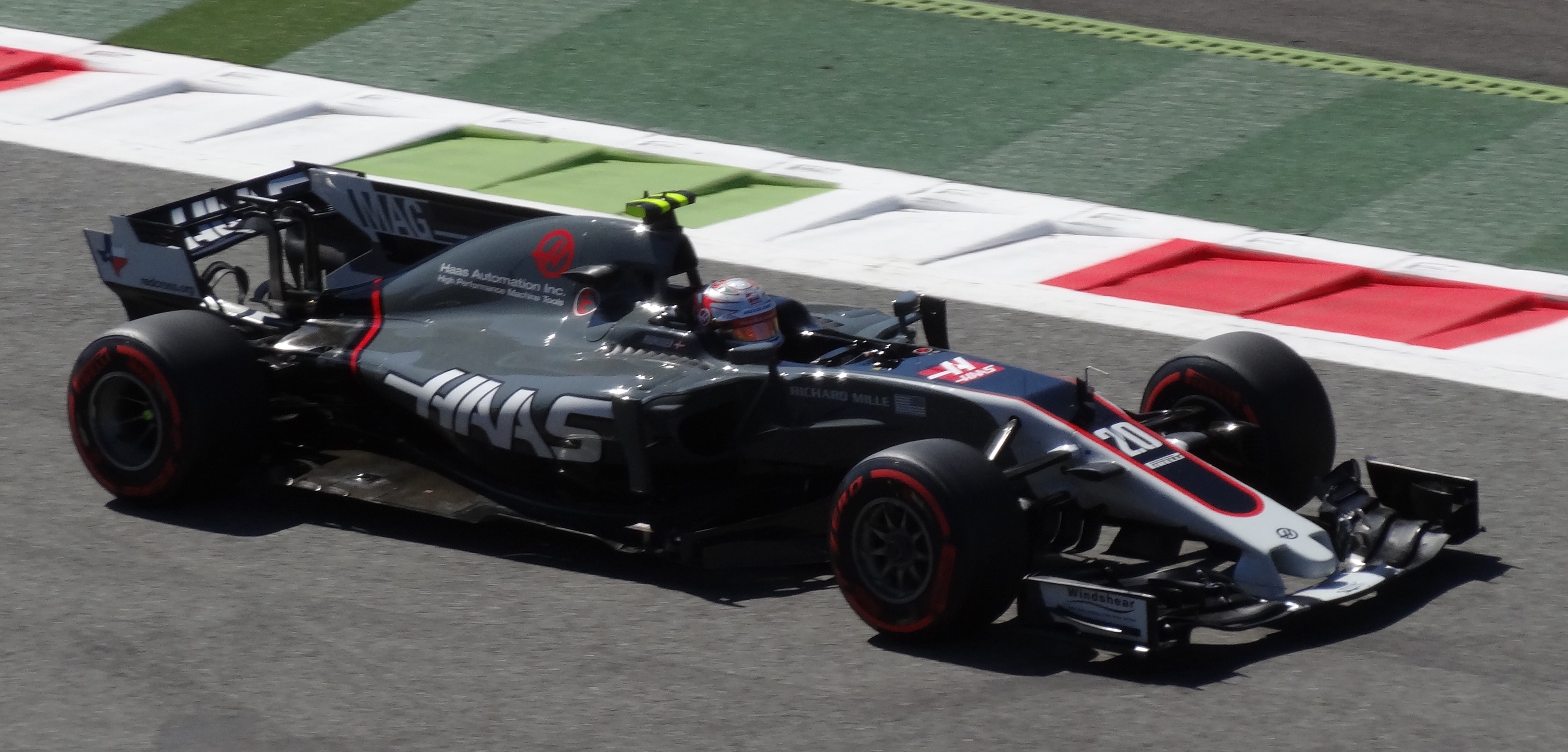
Magnussen au volant de la Haas VF-17 lors du Grand Prix d'Italie 2017.

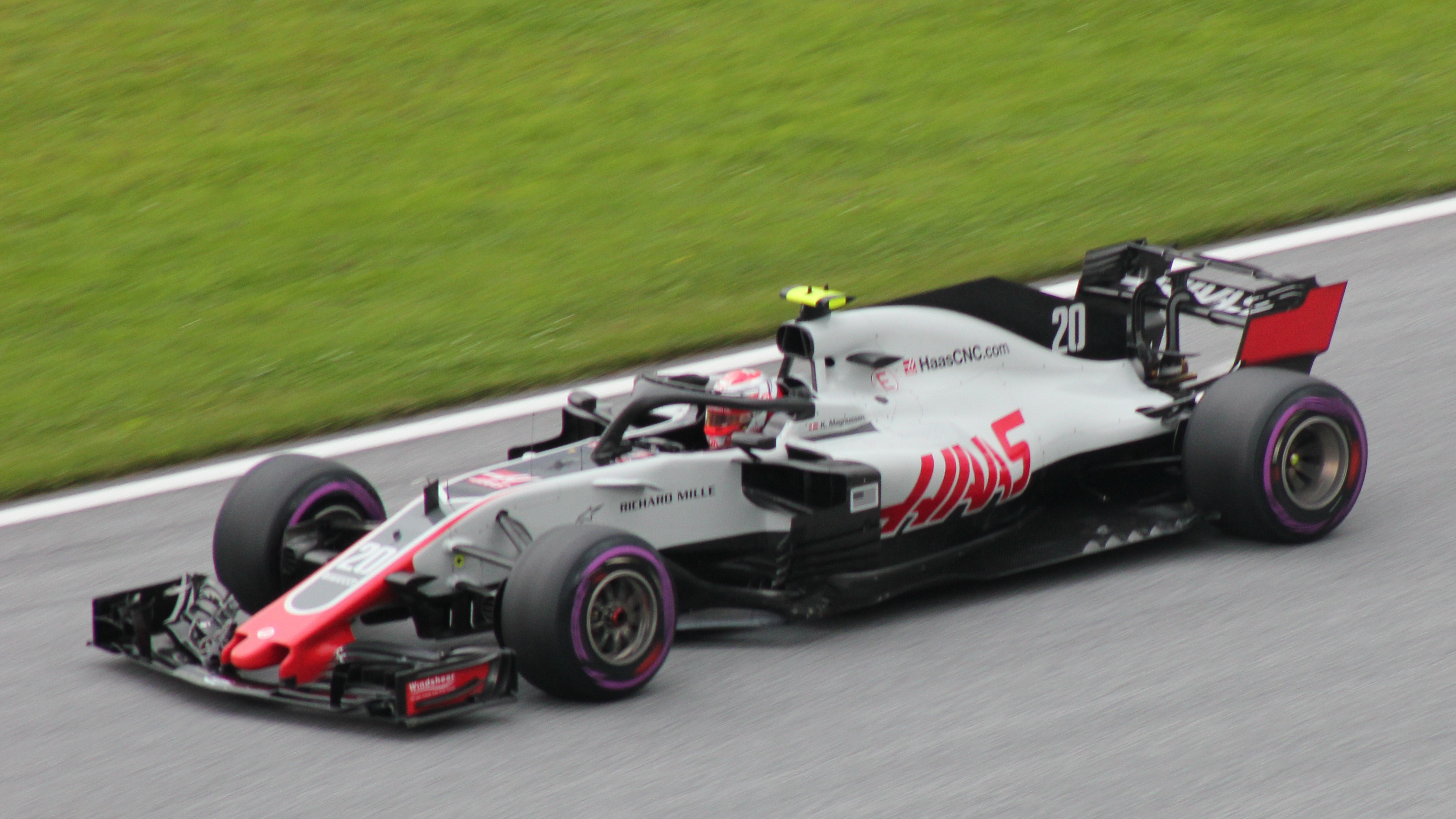
Kevin Magnussen, avec la Haas VF-18 au Grand Prix d'Autriche 2018.

Le 11 novembre 2016, il quitte Renault et signe un contrat de trois ans avec la nouvelle écurie américaine Haas F1 Team en 2017. Il remplace Esteban Gutiérrez et devient le nouvel équipier de Romain Grosjean. En terminant huitième du Grand Prix de Chine, il inscrit ses premiers points au sein de l'écurie américaine. À Monaco, il s'adjuge le point de la dixième place et, à Bakou, termine septième. Après plusieurs courses mitigées, il renoue avec les points à Suzuka où il termine huitième devant son équipier Romain Grosjean.
En 2018, il commence la saison mieux que l'année précédente avec une cinquième place en qualification au Grand Prix d'Australie ; il double Max Verstappen au départ, prend la quatrième place mais abandonne à cause d'un écrou de roue mal fixé. Il obtient son meilleur résultat à Bahreïn et en Autriche où il se classe cinquième. Il marque à nouveau en Chine, en Espagne, en France, en Grande-Bretagne, en Hongrie et en Belgique. Il termine hors des points en Italie et à Singapour où il réalise le meilleur tour en course. Il marque à nouveau en Russie en terminant huitième. Au Japon, il abandonne après des dégâts consécutifs à une crevaison lors de son contact avec Charles Leclerc. Lors du Grand Prix des États-Unis, neuvième sous le drapeau à damier, il est disqualifié pour consommation d'essence trop élevée. Quinzième au Mexique, il termine en neuvième et dixième des deux dernières courses et se classe neuvième du championnat avec 56 points.
En Autriche, pour le premier Grand Prix de la saison 2020, Magnussen est contraint à l'abandon à cause d'un problème de freins sur sa monoplace. Il prend la dixième place du Grand Prix de Hongrie, ce qui reste le seul point marqué par son écurie jusqu'à la onzième manche sur le Nürburgring où Romain Grosjean se classe neuvième. Le 22 octobre, en amont du Grand Prix du Portugal, Haas annonce qu'elle ne renouvelle pas les contrats de ses deux pilotes pour la saison 2021.

### 2021: débuts en Endurance
Le 3 décembre 2020, Magnussen s'engage avec l'écurie Chip Ganassi Racing dans le championnat d'endurance IMSA aux États-Unis. Il remporte la course de Detroit, sur le circuit de Belle Isle, et finit septième du championnat.
Il dispute ses premières 24 Heures du Mans, aux côtés de son père et de leur compatriote Anders Fjordbach, sur une Oreca 07 LMP2 de l'écurie danoise High Class Racing. L'équipage termine 29e au classement général et 17e de sa catégorie.

### 2022-2023: retour chez Haas

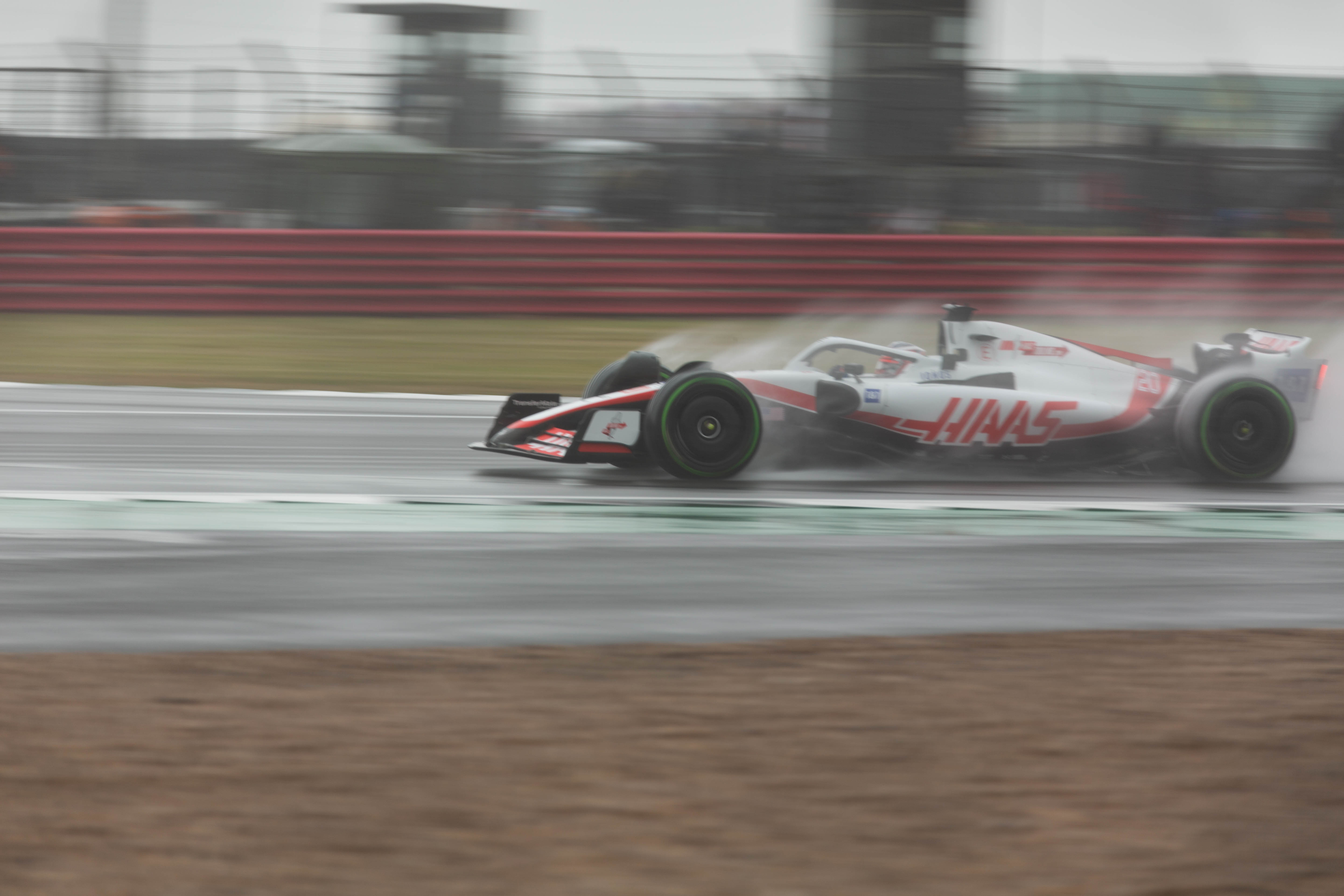
Kevin Magnussen au volant de la Haas VF-22 au Grand Prix de Grande-Bretagne 2022.

Le 9 mars 2022, Kevin Magnussen réintègre son ancienne écurie Haas F1 Team pour disputer le championnat 2022, un contrat pluriannuel est évoqué. Il remplace le Russe Nikita Mazepin, limogé dans le contexte de l'invasion de l'Ukraine par la Russie, et reprend la place qu'il avait tenue aux côtés de Romain Grosjean de 2017 à 2020. Son contrat, officialisé quelques jours avant le début des essais de pré-saison de Bahreïn, lui permet de prendre part aux deux derniers jours d'essais aux côtés de Mick Schumacher et Pietro Fittipaldi, le pilote de réserve. Magnussen réalise, dans des conditions climatiques favorables, le meilleur temps de la deuxième journée d'essais.
Le Danois confirme ses bonnes dispositions au Grand Prix d'ouverture où, qualifié septième, il finit la course cinquième, profitant notamment du double abandon des Red Bull dans les derniers tours, et marque les premiers points de l'écurie depuis plus d'une saison. Il obtient la première pole position de sa carrière à l'occasion du Grand Prix de São Paulo. Il termine la saison avec 25 points et se classe treizième avec plus du double de point de son coéquipier Mick Schumacher.
Il reste chez Haas en 2023, où il pilote aux côtés de Nico Hülkenberg. En août, l'écurie annonce la prolongation de contrat de ses deux pilotes jusqu'en fin d'année 2024.

### 2024: dernière saison chez Haas
Après la non-reconduction du contrat de Günther Steiner, Ayao Komatsu, alors responsable de l'ingénierie, devient le nouveau directeur de l'écurie. La Haas VF-24 peut prétendre davantage à rentrer dans les points. Toutefois à la mi-saison, une huitième place au Grand Prix d'Autriche est le meilleur résultat de Magnussen, largement dominé par son coéquipier Nico Hülkenberg, en partance pour Sauber en 2025.
En première partie de saison, Magnussen se fait remarquer au Grand Prix de Miami, où il récolte de nombreuses pénalités en protégeant Hülkenberg, dans les points, d'une remontée de pilotes plus rapides en piste. Cette situation lui vaut une convocation chez les commissaires pour comportement antisportif.
Le 18 juillet, Haas F1 Team annonce que le contrat de Magnussen ne sera pas renouvelé pour 2025.
Neuvième du Grand Prix d'Italie 2024, il écope d'une pénalité de dix secondes pour avoir causé une collision avec Pierre Gasly ; il écope également d'une suspension d'un Grand Prix et ne dispute pas le Grand Prix d'Azerbaïdjan 2024. Magnussen devient le premier pilote suspendu depuis son ancien coéquipier Romain Grosjean en 2012, et le premier depuis l'instauration de la règle des points de pénalité.

## Résultats en compétition automobile

### Résultats en Formules de promotion
| Saison | Compétition                                | Équipe                | Courses | Victoires | Pole Positions | Meilleurs tours | Podiums | Points | Classement |
| ------ | ------------------------------------------ | --------------------- | ------- | --------- | -------------- | --------------- | ------- | ------ | ---------- |
| 2008   | Formule Ford Danemark                      | Fukamuni Racing       | 15      | 11        | 6              | 10              | 12      | 267    | Champion   |
| 2008   | Formule Ford Benelux                       | Fukamuni Racing       | 2       | 0         | 0              | 0               | 0       | 19     | 19e        |
| 2008   | Formule Ford Festival                      | Fukamuni Racing       | 1       | 0         | 0              | 0               | 0       | N/A    | 7e         |
| 2008   | Formule Ford NEZ                           | Fukamuni Racing       | 1       | 1         | 1              | 1               | 1       | 27     | 4e         |
| 2008   | ADAC Formel Masters                        | Van Amersfoort Racing | 4       | 0         | 0              | 1               | 2       | 30     | 12e        |
| 2008   | Formule Renault 2.0 Portugal Winter Series | Motopark Academy      | 2       | 0         | 0              | 0               | 1       | 12     | 10e        |
| 2009   | Formula Renault 2.0 Northern European Cup  | Motopark Academy      | 14      | 1         | 2              | 4               | 12      | 278    | 2e         |
| 2009   | Eurocup Formule Renault 2.0                | Motopark Academy      | 14      | 0         | 0              | 1               | 1       | 50     | 7e         |
| 2010   | Formule 3 Allemagne                        | Motopark Academy      | 18      | 3         | 0              | 0               | 8       | 96     | 3e         |
| 2010   | Formule 3 Euro Series                      | Motopark Academy      | 2       | 1         | 0              | 0               | 1       | 8      | 12e        |
| 2011   | Formule 3 Grande-Bretagne                  | Carlin                | 29      | 7         | 6              | 9               | 9       | 237    | 2e         |
| 2011   | Masters de Formule 3                       | Carlin                | 1       | 0         | 0              | 0               | 1       | N/A    | 3e         |
| 2011   | Grand Prix de Macao de F3                  | Carlin                | 1       | 0         | 0              | 0               | 0       | N/A    | 19e        |
| 2012   | Formule Renault 3.5 Series                 | Carlin                | 17      | 1         | 3              | 0               | 3       | 106    | 7e         |
| 2013   | Formule Renault 3.5 Series                 | DAMS                  | 17      | 5         | 8              | 3               | 13      | 274    | Champion   |

### Résultats en championnat du monde de Formule 1
| Saison | Écurie                         | Châssis        | Moteur                    | Pneus   | GP disputés | Pole Positions | Victoires | Podiums | Meilleur tour | Dans les points | Abandons | Points inscrits | Classement |
| ------ | ------------------------------ | -------------- | ------------------------- | ------- | ----------- | -------------- | --------- | ------- | ------------- | --------------- | -------- | --------------- | ---------- |
| 2014   | McLaren Mercedes               | McLaren MP4-29 | Mercedes V6 turbo hybride | Pirelli | 19          | 0              | 0         | 1       | 0             | 12              | 1        | 55              | 11e        |
| 2015   | McLaren Honda                  | McLaren MP4-30 | Honda V6 turbo hybride    | Pirelli | 0           | 0              | 0         | 0       | 0             | 0               | 0        | 0               | NC         |
| 2016   | Renault Sport Formula One Team | Renault R.S.16 | Renault V6 turbo hybride  | Pirelli | 21          | 0              | 0         | 0       | 0             | 2               | 5        | 7               | 16e        |
| 2017   | Haas F1 Team                   | Haas VF-17     | Ferrari V6 turbo hybride  | Pirelli | 20          | 0              | 0         | 0       | 0             | 5               | 5        | 19              | 14e        |
| 2018   | Haas F1 Team                   | Haas VF-18     | Ferrari V6 turbo hybride  | Pirelli | 21          | 0              | 0         | 0       | 1             | 11              | 2        | 56              | 9e         |
| 2019   | Rich Energy Haas F1 Team       | Haas VF-19     | Ferrari V6 turbo hybride  | Pirelli | 21          | 0              | 0         | 0       | 1             | 4               | 3        | 20              | 16e        |
| 2020   | Haas F1 Team                   | Haas VF-20     | Ferrari V6 turbo hybride  | Pirelli | 17          | 0              | 0         | 0       | 0             | 1               | 7        | 1               | 20e        |
| 2022   | Haas F1 Team                   | Haas VF-22     | Ferrari V6 turbo hybride  | Pirelli | 22          | 1              | 0         | 0       | 0             | 6               | 5        | 25              | 13e        |
| 2023   | MoneyGram Haas F1 Team         | Haas VF-23     | Ferrari V6 turbo hybride  | Pirelli | 22          | 0              | 0         | 0       | 0             | 3               | 5        | 3               | 19e        |
| 2024   | MoneyGram Haas F1 Team         | Haas VF-24     | Ferrari V6 turbo hybride  | Pirelli | 21          | 0              | 0         | 0       | 0             | 5               | 2        | 16              | 15e        |
|        | Total                          |                |                           |         | 182         | 1              | 0         | 1       | 2             | 49              | 33       | 202             |            |

| Saison        | Écurie                         | Châssis        | Moteur                                | Pneus | 1        | 2       | 3        | 4        | 5        | 6        | 7        | 8        | 9        | 10       | 11     | 12       | 13       | 14       | 15      | 16       | 17        | 18       | 19       | 20       | 21        | 22      | 23     | 24      | Classement | Points inscrits |
| ------------- | ------------------------------ | -------------- | ------------------------------------- | ----- | -------- | ------- | -------- | -------- | -------- | -------- | -------- | -------- | -------- | -------- | ------ | -------- | -------- | -------- | ------- | -------- | --------- | -------- | -------- | -------- | --------- | ------- | ------ | ------- | ---------- | --------------- |
| 2014          | McLaren Mercedes               | McLaren MP4-29 | Mercedes V6 turbo hybride PU106A      | P     | AUS 2    | MAL 9   | BHR Abd. | CHI 13   | ESP 12   | MON 10   | CAN 9    | AUT 7    | GBR 7    | ALL 9    | HON 12 | BEL 12   | ITA 10   | SIN 10   | JPN 14  | RUS 5    | USA 8     | BRE 9    | ABU 11   |          |           |         |        |         | 11e        | 55              |
| 2015          | McLaren Honda                  | McLaren MP4-30 | Honda V6 turbo hybride RA615H         | P     | AUS Np.  | MAL     | CHN      | BHR      | ESP      | MON      | CAN      | AUT      | GBR      | HON      | BEL    | ITA      | SIN      | JPN      | RUS     | USA      | MEX       | BRE      | ABU      |          |           |         |        |         | NC         | 0               |
| 2016          | Renault Sport Formula One Team | Renault R.S.16 | Renault V6 turbo hybride R.E.16       | P     | AUS 12   | BHR 11  | CHN 17   | RUS 7    | ESP 15   | MON Abd. | CAN 16   | EUR 14   | AUT 14   | GBR 17*  | HON 15 | ALL 16   | BEL Abd. | ITA 17   | SIN 10  | MAL Abd. | JPN 14    | USA 12   | MEX 17   | BRE 14   | ABU Abd.  |         |        |         | 16e        | 7               |
| 2017          | Haas F1 Team                   | Haas VF-17     | Ferrari V6 turbo hybride Type 062     | P     | AUS Abd. | CHN 8   | BHR Abd. | RUS 13   | ESP 14   | MON 10   | CAN 12   | AZE 7    | AUT Abd. | GBR 12   | HON 13 | BEL 15   | ITA 11   | SIN Abd. | MAL 12  | JPN 8    | USA 16    | MEX 8    | BRE Abd. | ABU 13   |           |         |        |         | 14e        | 19              |
| 2018          | Haas F1 Team                   | Haas VF-18     | Ferrari V6 turbo hybride Type 062 EVO | P     | AUS Abd. | BAH 5   | CHI 10   | AZE 13   | ESP 6    | MON 13   | CAN 13   | FRA 6    | AUT 5    | GBR 9    | ALL 11 | HON 7    | BEL 8    | ITA 16   | SIN 18  | RUS 8    | JAP Abd.  | USA Dsq. | MEX 15   | BRÉ 9    | ABU 10    |         |        |         | 9e         | 56              |
| 2019          | Rich Energy Haas F1 Team       | Haas VF-19     | Ferrari V6 turbo hybride Type 064 EVO | P     | AUS 6    | BAH 13  | CHI 13   | AZE 13   | ESP 7    | MON 14   | CAN 17   | FRA 17   | AUT 19   | GBR Abd. | ALL 8  | HON 13   | BEL 12   | ITA Abd. | SIN 17  | RUS 9    | JAP 15    | MEX 15   | USA 18*  | BRE 11   | ABU 14    |         |        |         | 16e        | 20              |
| 2020          | Haas F1 Team                   | Haas VF-20     | Ferrari V6 turbo hybride Type 065 EVO | P     | AUT Abd. | STY 12  | HON 10   | GBR Abd. | 70e Abd. | ESP 15   | BEL 17   | ITA Abd. | TOS Abd. | RUS 12   | EIF 13 | POR 16   | EMI Abd. | TUR 17   | BAH 17  | SAK 15   | ABU 18    |          |          |          |           |         |        |         | 20e        | 1               |
| 2022          | Haas F1 Team                   | Haas VF-22     | Ferrari V6 turbo hybride Type 066/7   | P     | BAH 5    | SAU 9   | AUS 14   | EMI 9    | MIA 16   | ESP 17   | MON Abd. | AZE Abd. | CAN 17   | GBR 10   | AUT 8  | FRA Abd. | HON 16   | BEL 16   | P-B 15  | ITA 16   | SIN 12    | JAP 14   | USA 9    | MEX 17   | SAO Abd.  | ABU 17  |        |         | 13e        | 25              |
| 2023          | MoneyGram Haas F1 Team         | Haas VF-23     | Ferrari V6 turbo hybride Type 066/10  | P     | BAH 13   | SAU 10  | AUS Abd. | AZE 13   | MIA 10   | MON Abd. | ESP 18   | CAN 17   | AUT 18   | GBR Abd. | HON 17 | BEL 15   | P-B 16   | ITA 18   | SIN 10  | JAP 15   | QAT 14    | USA 14   | MEX Abd. | BRE Abd. | LVE 13    | ABU 20  |        |         | 19e        | 3               |
| 2024          | MoneyGram Haas F1 Team         | Haas VF-24     | Ferrari V6 turbo hybride Type 066/12  | P     | BAH 12e  | SAU 12e | AUS 10e  | JAP 13e  | CHN 16e  | MIA 19e  | EMI 12e  | MON Abd. | CAN 12e  | ESP 17e  | AUT 8e | GBR 12e  | HON 15e  | BEL 14e  | P-B 18e | ITA 10e  | AZE Susp. | SIN Abd. | USA 11e  | MEX 7e   | SAO Forf. | LVE 12e | QAT 9e | ABU 16e | 15e        | 16              |
| Légende : ici |                                |                |                                       |       |          |         |          |          |          |          |          |          |          |          |        |          |          |          |         |          |           |          |          |          |           |         |        |         |            |                 |